# 利休道歌
利休道歌（りきゅうどうか）は「利休百首(りきゅうひゃくしゅ)」ともいって、千利休の教えをわかりやすく、覚えやすいように、和歌の形にしたもの。 
百首と言っても実際に100あるものそうでないものが存在する。
咄々斎の反古襖に書かれたものが有名。
もともとは武野紹鴎のものがはじめで片桐石州の石州百首等が存在する。
一例
- その道に入らむと思ふ心こそ我身ながらの師匠なりけれ
- ならひつつ見てこそ習へ習はずによしあしいふは愚なりけり
- こころざし深き人にはいくたびもあはれみ深く奥ぞ教ふる
- はぢをすて人に物とひ習ふべし是ぞ上手の基なりける
- 上手にはすきと器用と功績むとこの三つそろふ人ぞ能くしる